# Joe Sullivan (Trompeter)
Joseph Leo „Joe“ Sullivan (* 1958 in Timmins, Ontario) ist ein kanadischer Jazztrompeter, Arrangeur, Komponist und Hochschullehrer.

## Leben und Wirken
Sullivan stammt aus einer frankokanadischen Familie und spielte zunächst Klavier, bevor er mit 15 Jahre zur Trompete wechselte. Den Bachelor of Arts erwarb er 1981 in klassischem Trompetenspiel an der University of Ottawa; anschließend studierte er Jazz an der Berklee School of Music und mit John Medeski am New England Conservatory, wo er 1987 mit dem Master in Jazz abschloss. Medeski wirkte dann auch 1994 bei seinem Debütalbum A Song for Jersey (Blue Loon) mit. Des Weiteren arbeitete Sullivan mit seinem Sextett und einer eigenen Bigband, mit der er das Album Northern Ontario Suite (Effendi, 2010) einspielte. Als Solist spielte er mit dem Pittsburgh Symphony Orchestra und dem Orchestre symphonique de Montréal, außerdem mit Don Thompson, Lorne Lofsky, Kirk MacDonald, John Medeski, Pat LaBarbera, Alain Caron, George Garzone und Ranee Lee. Er leitet das  McGill Chamber Jazz Ensemble und unterrichtet als Associate Professor Jazzkomposition, Arrangement und Trompete an der McGill University in Montréal.

## Preise und Auszeichnungen
Sullivan wurde beim Festival International de Jazz de Montréal 1991 mit dem „Prix Socan“ und 1997 mit der Joel Miller Group mit dem „Prix DuMaurier“ geehrt.

## Diskographische Hinweise
- Rumours from the Soul (NuJazz, 1997)
- Joe Sullivan, Janis Steprans, André White – Influence (Perry Lake, 2000)
- Voices (Effendi 2010, mit André Leroux, Jean Fréchette, André White, Alec Walkington, Dave Laing)